# Magnus Stendahl
Magnus Stendahl, född den 10 november 1849 i Eldsberga socken, Hallands län, död den 18 november 1922 i Lidingö villastad, var en svensk militär. Han var son till Lars Olof Stendahl.
Stendahl blev underlöjtnant vid Fortifikationen 1871 och löjtnant där 1876. Han blev tillförordnad regementsintendent vid Sappörbataljonen 1877, ordinarie regementsintendent där 1881, fältintendent av andra klassen 1892 och av första klassen 1893. Stendahl var fördelningsintendent vid Första arméfördelningen 1893–1900, chef för Arméförvaltningens intendentsdepartements militärbyrå 1900–1905, överfältintendent 1905–1917, chef för Intendenturkårens huvudstation 1905–1908 och chef för Arméförvaltningens intendentsdepartements underhållsbyrå 1908–1917. Han blev överste vid Intendenturkåren 1915. Stendahl invaldes som ledamot av Krigsvetenskapsakademien 1900. Han blev riddare av Vasaorden 1888 och av Nordstjärneorden 1902 samt  kommendör av andra klassen av Vasaorden 1907 och kommendör av första klassen 1914.